# لاري ماركس
لاري ماركس (بالإنجليزية: Larry Marks)‏ (13 أبريل 1972 بسلما في الولايات المتحدة - ) هو ملاكم أمريكي.

## روابط خارجية
- لاري ماركس على موقع بوكس ريك (الإنجليزية) (registration required)